# Lucas Hernández Perdomo
Ne pas confondre avec le footballeur français Lucas Hernandez
Pour les articles homonymes, voir Lucas Hernández et Hernández.
Lucas Camilo Hernández Perdomo, né le 5 août 1992 à Montevideo, est un footballeur uruguayen.

## Carrière
Lucas Hernández Perdomo commence sa carrière aux Montevideo Wanderers. En 2013, il est brièvement prêté à l'Huracán FC. Il joue ensuite de 2013 à 2017 avec l'Atlético Cerro.
À compter de 2017, il joue en faveur du CA Peñarol. Il participe à la Copa Libertadores avec cette équipe.

## Palmarès
- Championnat d'Uruguay :
  - Vainqueur : 2017, 2018.
- Supercoupe d'Uruguay :
  - Vainqueur : 2018.
- Championnat du Minas Gerais :
  - Vainqueur : 2020.
- Championnat du Mato Grosso :
  - Vainqueur : 2021.